# Бургуджи, Иван Георгиевич
Иван Бургуджи — гагаузский публицист и правозащитник.

## Биография
Родился 30 января 1953 года в с. Кириет-Лунга Бессарабского района МССР.
С февраля 1988 года — основатель Народного движения «Гагауз-Халкы».
В мае 1989 года организовал I съезд движения «Гагауз-Халкы», был избран членом совета и председателем движения (в 1990 на посту председателя движения был сменен Георгием Стоматовым).
12 ноября 1989 года был участником I Съезда гагаузского народа, на котором была провозглашена Гагаузская республика в составе Молдавской ССР.
Участвовал в I Съезде народных депутатов. Депутат пятого созыва Народного собрания Гагаузии, председатель постоянной комиссии по правам человека, законности и правопорядку.